# 阿尔乔姆·图罗夫
阿尔乔姆·维克托罗维奇·图罗夫（羅馬化：Artyom Viktorovich Turov；1984年3月1日—）是俄罗斯政治人物，第六届、第七届、第八届国家杜马代表。
图罗夫出生于白俄罗斯著名电影制片人维克托·图罗夫和苏联女演员斯韦特兰娜·阿尔希波娃的家庭。2002年，图罗夫在斯摩棱斯克国立大学攻读学士学位。第二年，他加入了统一俄罗斯党和统一俄罗斯党青年近卫军。2006年，他被任命为统一俄罗斯青年卫队斯摩棱斯克分部负责人。2007年12月2日，他当选为第四届斯摩棱斯克州杜马代表。2012年8月，他成为统一俄罗斯青年近卫军公共委员会主席。2013年9月8日，图罗夫再次当选第五届斯摩棱斯克州杜马议员。2015年10月19日，他接替弗朗茨·克林采维奇的空缺职位成为第六届国家杜马议员。2016年和2021年分别连任第七届和第八届国家杜马议员。